# Kryptophanaron alfredi
Kryptophanaron alfredi är en fiskart som beskrevs av Silvester och Fowler 1926. Kryptophanaron alfredi ingår i släktet Kryptophanaron och familjen Anomalopidae. Inga underarter finns listade i Catalogue of Life.